# 495号州际公路 (纽约州)
495号州际公路（Interstate 495，简称I-495，又称长岛高速公路、Long Island Expressway、LIE），是一条位于美国纽约州境内的州际高速公路，该公路为95号州际公路的辅助线，全線長71英里（114），西自位於紐約市曼哈頓的皇后區中城隧道西端起，贯穿纽约市的皇后區以及位於長島的納蘇郡與蘇福克郡，東至河頭鎮。495號州際公路不像其他輔助線，並不與其主線95號州際公路直接連接，而是經由位於皇后區的295號州際公路連接到95號州際公路。

## 路線簡介

### 紐約市
495號州際公路自位於曼哈頓莫瑞丘社區（Murray Hill）皇后區中城隧道西端開始向東行，經過法蘭克林羅斯福快速公路（FDR Drive）以及東河進入皇后區。在皇后區內495號州際公路的正式名稱為皇后區－中城高速公路（Queens-Midtown Expressway）。在進入皇后區約一哩(1.6公里)處，495號公路在16號出口交流道與278號州際公路交錯，之後繼續往東穿過雷哥公園社區（Rego Park）與紐約州25號公路（皇后大道）相接，此段之後的495公路改名為何瑞斯哈汀高速公路（Horace Harding Expressway），並轉東北向經由可樂娜社區（Corona），然後在法拉盛草原可樂娜公園內與大中央公園大道和678號州際公路（范維克高速公路）交叉。因為這兩個出口交流道非常的接近，因此這段交流道為集散線式的匝道設計。

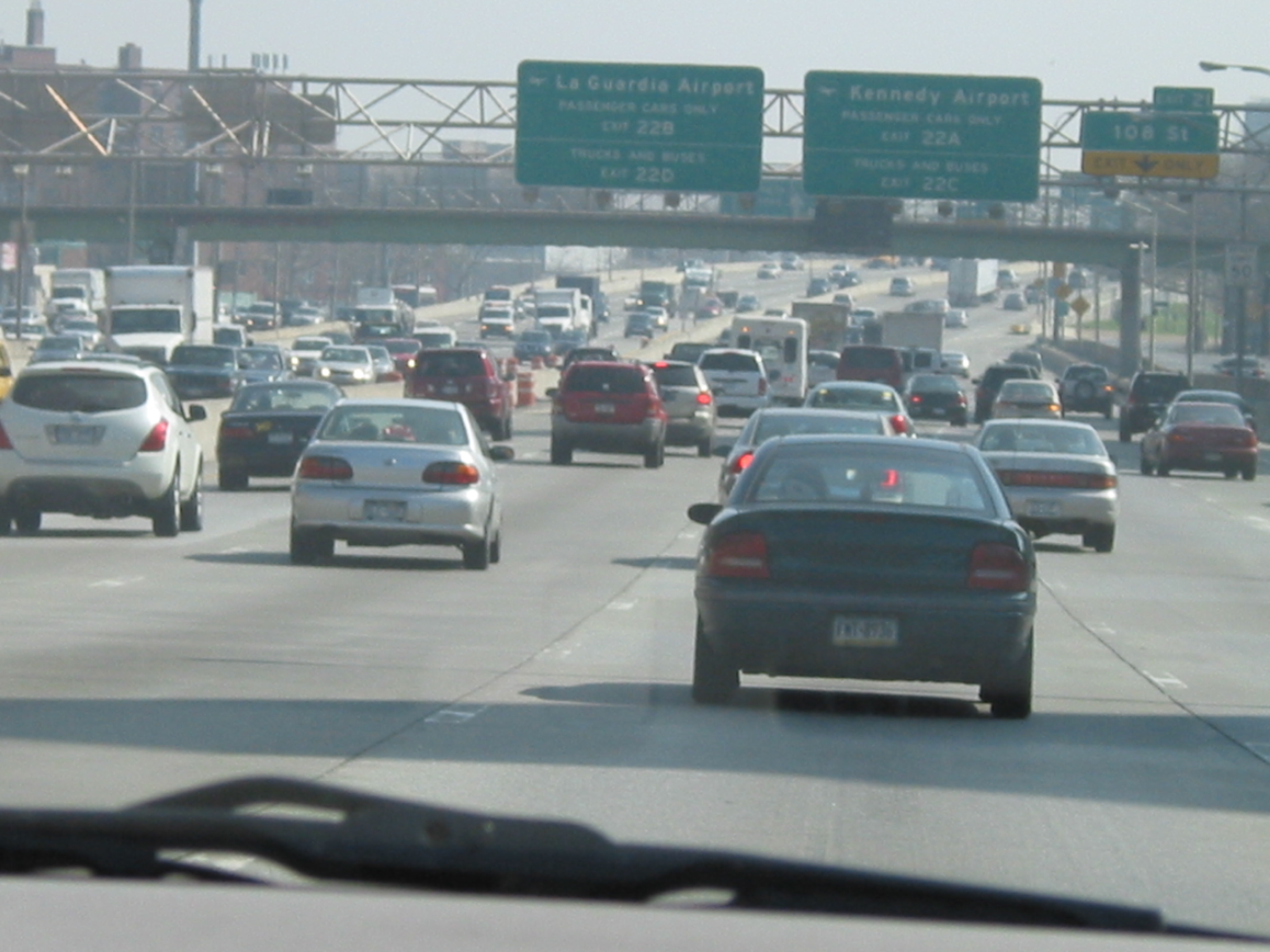
位於皇后區段的495號公路上的車流。

495號州際公路隨後稍往東南偏以避開卡辛那公園（Kissena Park），隨後即回復為東北向的路線。495號公路在康寧漢公園（Cunningham Park）的北緣與295號州際公路（明景高速公路、Clearview Expressway）交會。再向東行495號公路在30號出口交流道與跨島公園大道（Cross Island Parkway）交會，並且隨後進入納蘇郡，其正式名稱亦改為長島高速公路（Long Island Expressway、LIE）。雖然495號州際公路自此才正式開始稱為長島高速公路，但是大部分紐約人與大部分的路牌都使用長島高速公路來稱呼自皇后區中城隧道到長島終點的整條495號州際公路。